# Красич, Огнен
Огнен Красич (серб. Огњен Красић; 9 апреля 1988) — сербский футболист, полузащитник.

## Карьера
Начал карьеру в сербском «Воеводине». Позднее играл в аренда за «Палич» и боснийскую «Слободу». Играл за сербский «Пролетер». Выступал за казахстанские клубы «Тараз» и «Тобол». В 2015—2016 годах играл за сербский «Вождовац». С июля 2016 года игрок узбекистанского клуба «Насаф».